# Brooklyn
Brooklyn (pronunciación en inglés: /ˈbɹʊklɪn/) es uno de los cinco distritos o boroughs que conforman la ciudad de Nueva York. Ubicado en el extremo oeste de la isla Long Island, fue una ciudad independiente hasta su incorporación en el conglomerado urbano de Nueva York en 1898, suceso conocido como el «Gran Error de 1898».
El borough de Brooklyn concuerda con los límites del condado de Kings, el cual es, además, el más poblado del estado. El condado de Kings mantuvo su estatus como uno de los condados del estado de Nueva York hasta que Brooklyn se incorporó a Nueva York, lo cual fue tomado con consternación por algunos residentes de la época. Como ciudad independiente, Brooklyn fue contada entre las cuatro más pobladas de Estados Unidos.
A pesar de la unión con Nueva York, Brooklyn mantiene una fuerte identidad. La fusión fue llamada el "Gran error de 1898" por muchos periódicos de la época, y la frase todavía denota el orgullo de Brooklyn entre los residentes más antiguos de Brooklyn.[cita requerida]
Ha sido llamada City of Trees (La ciudad de los árboles), City of Homes (La ciudad de las casas) o también City of Churches (La ciudad de las iglesias) en el siglo XIX, o incluso Borough of Homes and Churches (El distrito de casas e iglesias).
Como un intento promocional, la administración local ha colocado señales de tránsito a lo largo de las avenidas más transitadas en los límites de Brooklyn con expresiones asociadas a él, tales como: Fuhgeddaboudit (Forget about it: olvídalo), Oy vey (Oh dear: caramba) y How Sweet it is (Qué dulce es esto). Una señal identifica a Brooklyn como Home to Everyone From Everywhere (Hogar para cualquiera de cualquier lugar).

## Toponimia
Su nombre proviene de la ciudad neerlandesa de Breukelen, por una característica común entre estas, en ambas existía una pequeña marisma (Broek o Breuk -pronunciado [bruk] : marisma; más el sufijo diminutivo neerlandés -elen), de modo que el significado original de Brooklyn es pequeña marisma.

## Historia
La historia del asentamiento europeo en Brooklyn abarca más de 350 años. El asentamiento comenzó en el siglo XVII como la pequeña ciudad fundada por los neerlandeses de "Breuckelen" en la costa del East River de Long Island, se convirtió en una ciudad importante en el siglo XIX y se consolidó en 1898 con la ciudad de Nueva York (entonces confinada hasta Manhattan y el Bronx ), las áreas rurales restantes del condado de Kings y las áreas en gran parte rurales de Queens y Staten Island, para formar la moderna ciudad de Nueva York.

### Época colonial

#### Nueva Países Bajos
Los neerlandeses fueron los primeros europeos en asentarse en el borde occidental de Long Island, que en ese entonces estaba mayoritariamente habitado por los Lenape , una tribu de indios americanos de habla algonquina a la que a menudo se hace referencia en los documentos europeos mediante una variación del topónimo "Canarsie". Las bandas se asociaron con nombres de lugares, pero los colonos pensaron que sus nombres representaban tribus diferentes. El asentamiento de Breuckelen recibió su nombre de Breukelen en los Países Bajos; era parte de Nueva Países Bajos. 
La Compañía Neerlandesa de las Indias Occidentales perdió poco tiempo en la concesión de las seis parroquias originales. Gravesend fue fundada en 1645 bajo patente neerlandesa por seguidores ingleses de la anabautista Deborah Moody, llamada así por 's- Gravenzande, Países Bajos o Gravesend, Inglaterra. Brooklyn Heights fue fundada como Breuckelen en 1646, después de que la ciudad ahora se escribe Breukelen, Países Bajos. Breuckelen estaba a lo largo de Fulton Street (ahora Fulton Mall) entre Hoyt Street y Smith Street (según H. Stiles y P. Ross). Brooklyn Heights, o Clover Hill, es donde se fundó el pueblo de Brooklyn en 1816. Flatlands, llamada Nieuw Amersfoort, fue fundada en 1647. Flatbush, o Midwout, en 1652. Nieuw Utrecht se fundó en 1652 en honor a la ciudad de Utrecht. Y por último Bushwick se fundó como Boswijck en 1661.

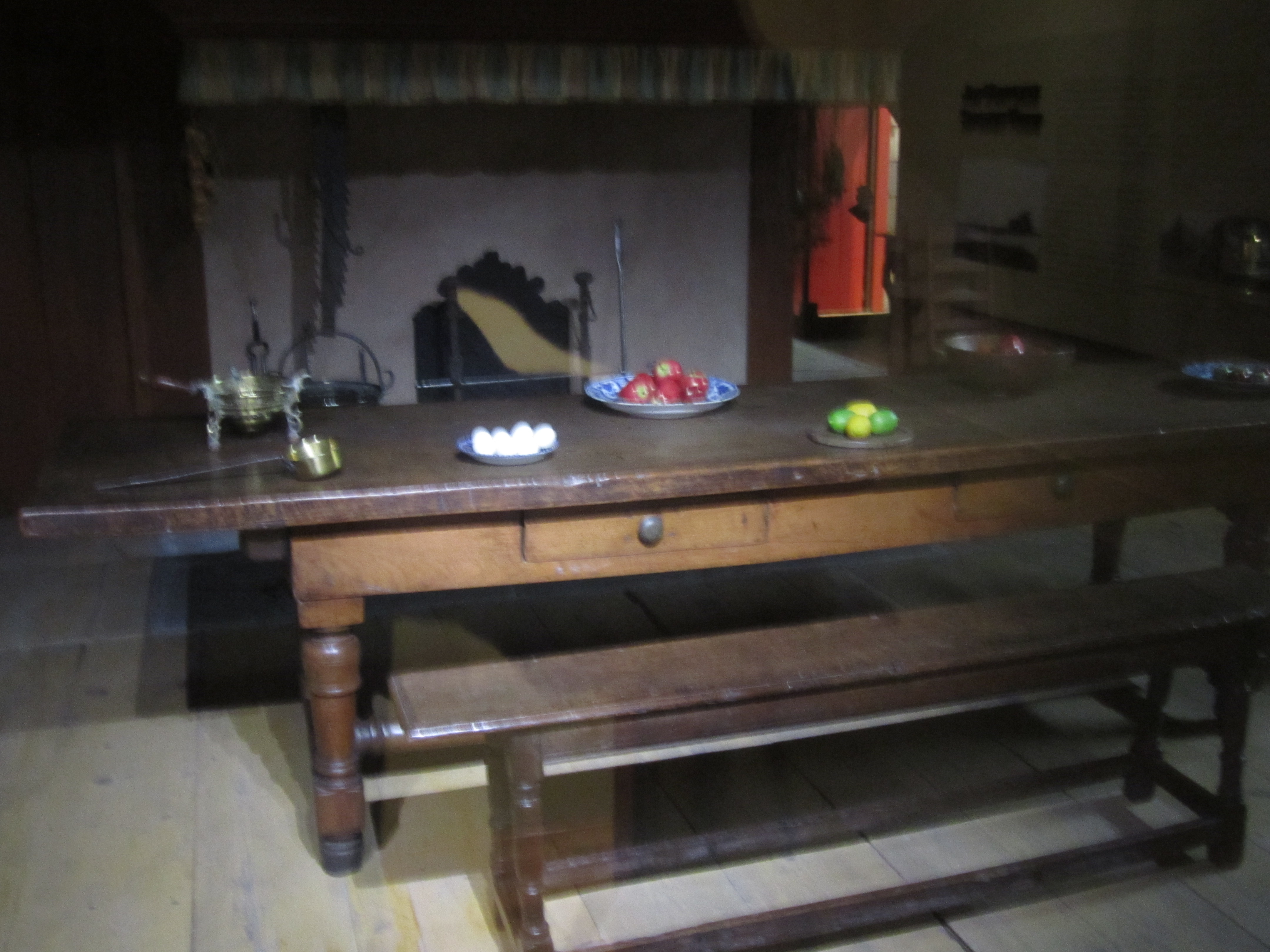
Una mesa de comedor típica en el pueblo neerlandés de Brooklyn, c. 1664, del Museo de Brooklyn

La capital de la colonia de Nueva Ámsterdam, al otro lado del East River, obtuvo su carta de ciudad en 1653. El vecindario de Marine Park contó con el primer molino de mareas de América del Norte. Fue construido por los neerlandeses y la base se puede ver hoy. Pero el área no se estableció formalmente como ciudad sino hasta más tarde. Muchos incidentes y documentos relacionados con este período se encuentran en la compilación de 1824 de Gabriel Furman.

#### Provincia de Nueva York

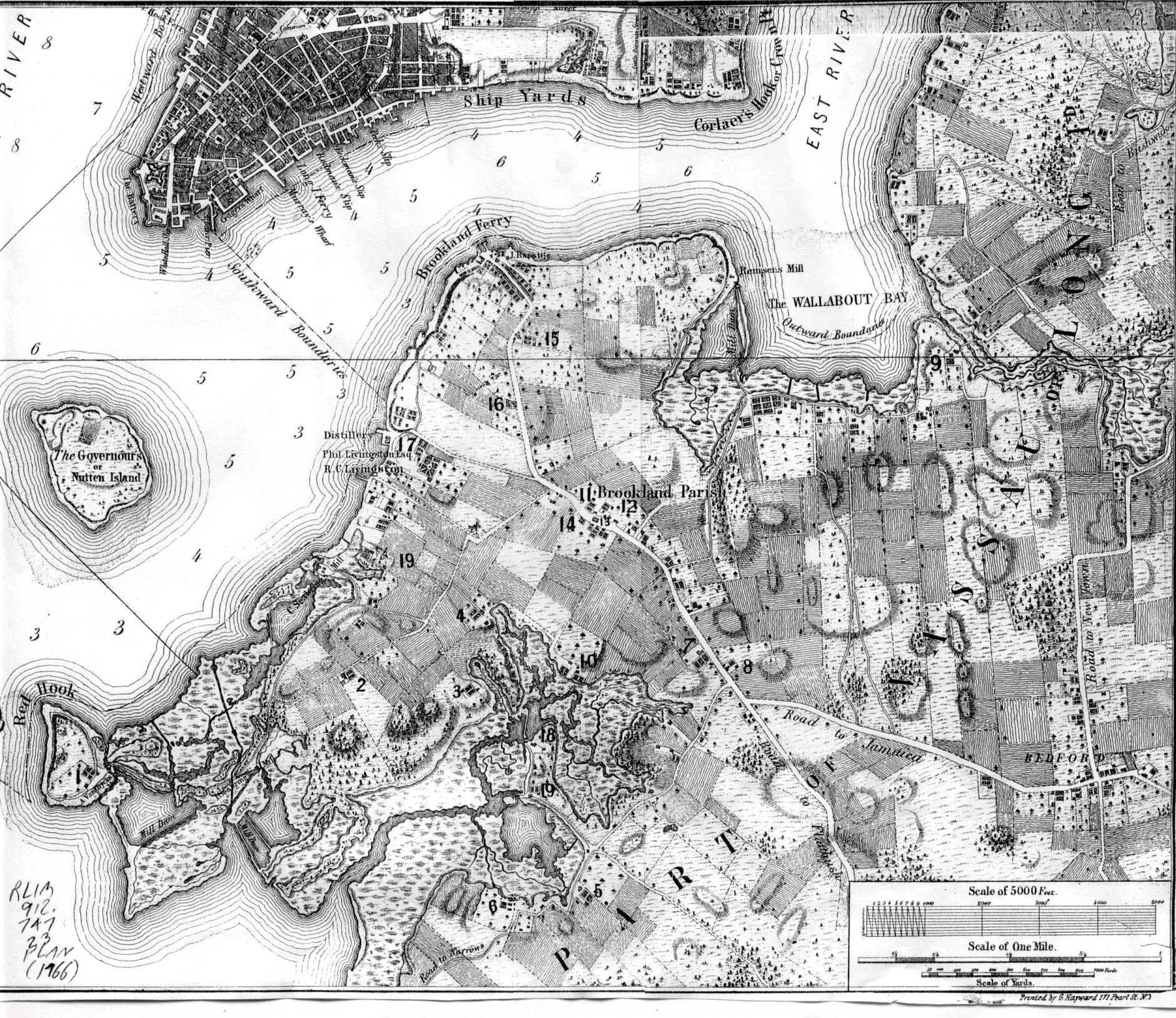
Pueblo de Brooklyn y alrededores, 1766

Lo que hoy es Brooklyn dejó las manos neerlandesas después de que los ingleses capturaran la colonia de Nueva Países Bajos en 1664, un preludio de la segunda guerra anglo-neerlandesa. Nueva Países Bajos fue tomada en una acción naval, y los ingleses cambiaron el nombre de la nueva captura por su comandante naval, James, duque de York, hermano del entonces monarca, el rey Carlos II y futuro rey, como el rey James II. Brooklyn se convirtió en parte de la provincia de Nueva York, que formó una de las trece colonias.
Las seis antiguas ciudades neerlandesas del suroeste de Long Island se reorganizaron como condado de Kings el 1 de noviembre de 1683, uno de los "doce condados originales" que se establecieron entonces en la provincia de Nueva York. Esta extensión de tierra fue reconocida como una entidad política por primera vez, y se sentaron las bases municipales para una idea expansiva posterior de una identidad de Brooklyn.
Al carecer del sistema de agricultores arrendatarios y patronos establecido a lo largo del valle del río Hudson, este condado agrícola llegó a tener uno de los porcentajes más altos de esclavos entre la población de las "Trece Colonias Originales" a lo largo de la costa este de Norteamérica del Océano Atlántico.

#### Guerra revolucionaria

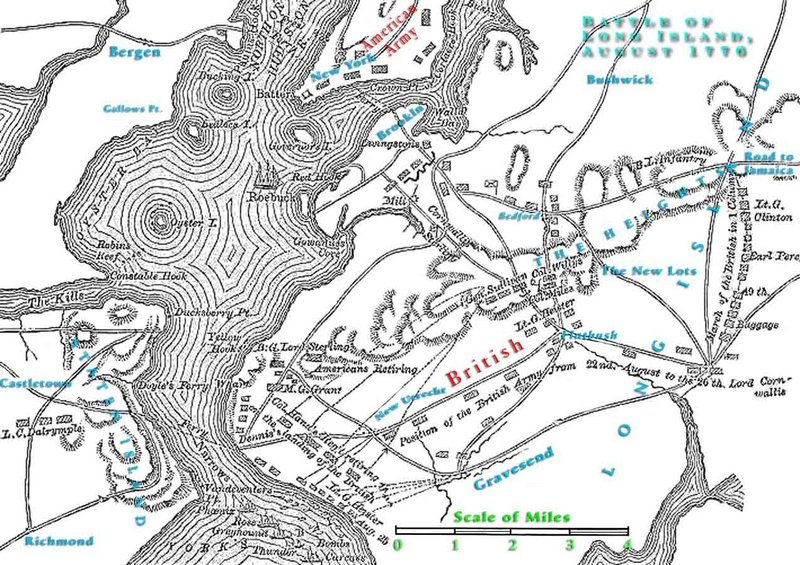
La batalla de Long Island se libró en todo el condado de Kings.

El 27 de agosto de 1776 se libró la Batalla de Long Island (también conocida como la 'Batalla de Brooklyn'), el primer gran enfrentamiento en la Guerra de Independencia después de Declaración de Independencia, y el más grande de todo el conflicto. Las tropas británicas obligaron a las tropas del Ejército Continental al mando de George Washington a bajar de las alturas cerca de los sitios modernos del cementerio de Green-Wood, el Prospect Park y la Grand Army Plaza.
Se informó que Washington, al ver combates particularmente feroces en Gowanus Creek y Old Stone House desde lo alto de una colina cerca del extremo oeste de la actual Atlantic Avenue, exclamó con emoción: "¡Qué hombres valientes debo perder este día!".
En consecuencia, las posiciones estadounidenses fortificadas en Brooklyn Heights se volvieron insostenibles y fueron evacuadas unos días después, dejando a los británicos en control del puerto de Nueva York. Si bien la derrota de Washington en el campo de batalla arrojó dudas sobre su capacidad como comandante, la retirada táctica de todas sus tropas y suministros a través del East River en una sola noche es ahora vista por los historiadores como uno de sus triunfos más brillantes.
Los británicos controlaron la región circundante durante la guerra, ya que la ciudad de Nueva York pronto fue ocupada y se convirtió en su base militar y política de operaciones en la América británica durante el resto del conflicto. Los británicos en general disfrutaban de un sentimiento lealista dominante entre los residentes del condado de Kings que no evacuaron, aunque la región también fue el centro de la incipiente red de inteligencia Patriot, y en gran medida exitosa, encabezada por el mismo Washington.
Los británicos establecieron un sistema de barcos prisión frente a la costa de Brooklyn en Wallabout Bay, donde murieron más patriotas estadounidenses que en combate en todos los enfrentamientos en el campo de batalla de la Guerra de Independencia combinados. Un resultado del Tratado de París en 1783 fue la evacuación de los británicos de la ciudad de Nueva York, que fue celebrada por los neoyorquinos en el siglo XX.

### Era posterior a la independencia

#### Urbanización

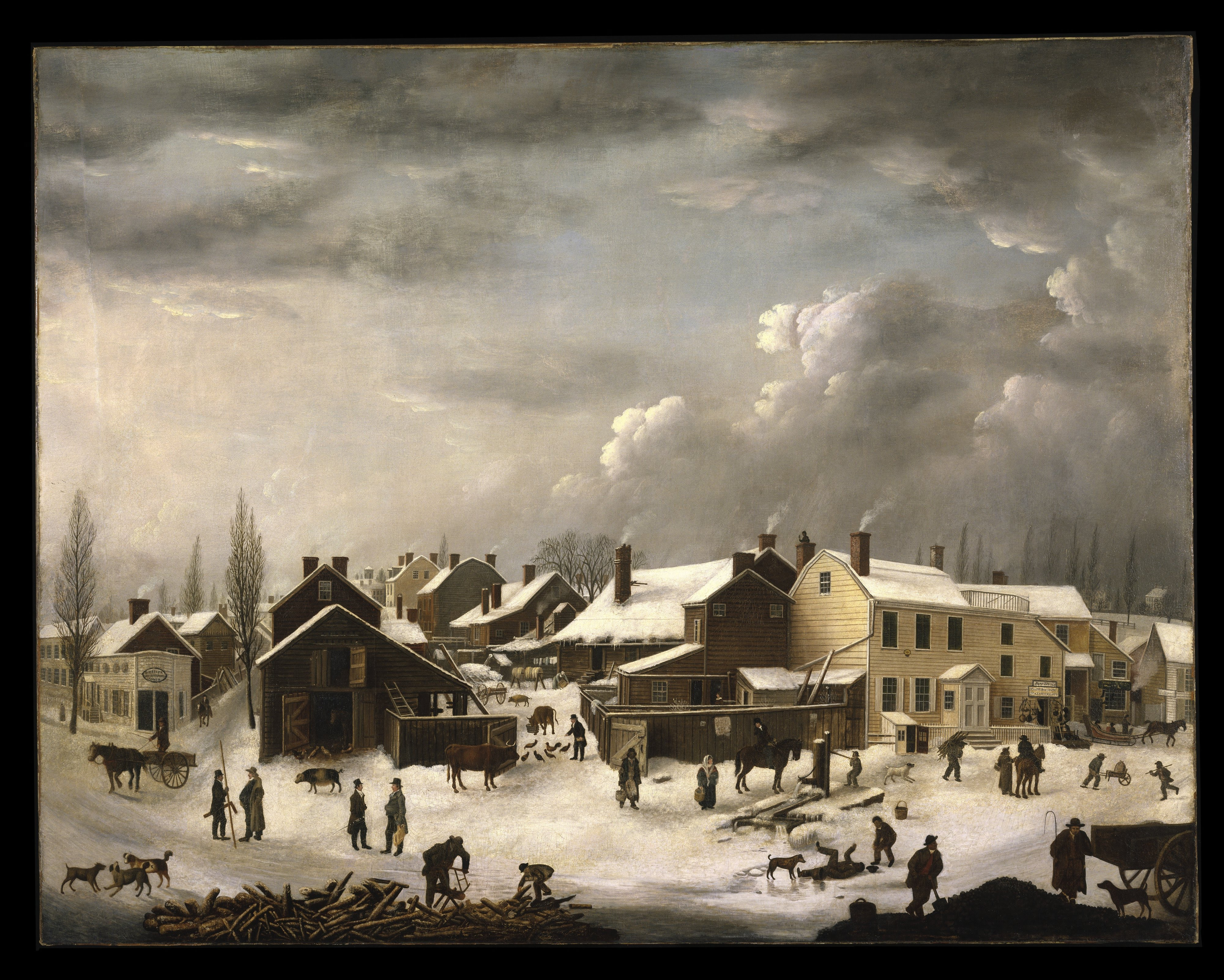
Una escena de invierno preindustrial en Brooklyn, c. 1819–20, por Francis Guy (Museo de Brooklyn)

La primera mitad del siglo XIX vio el comienzo del desarrollo de áreas urbanas en la costa económicamente estratégica del East River del condado de Kings, frente a la ciudad adolescente de Nueva York confinada a la isla de Manhattan. El Navy Yard de Nueva York operó en Wallabout Bay (frontera entre Brooklyn y Williamsburgh) durante el siglo XIX y dos tercios del siglo XX.
El primer centro de urbanización surgió en la ciudad de Brooklyn, directamente frente al Lower Manhattan, que vio la incorporación de la Villa de Brooklyn en 1817. El confiable servicio de ferry a vapor a través del East River hasta Fulton Landing convirtió a Brooklyn Heights en una ciudad de cercanías para Wall Street. Ferry Road to Jamaica Pass se convirtió en Fulton Street hasta East New York. Town y Village se combinaron para formar la primera encarnación central de la ciudad de Brooklyn en 1834.
En un desarrollo paralelo, la ciudad de Bushwick, más arriba del río, vio la incorporación de la aldea de Williamsburgh en 1827, que se separó como la ciudad de Williamsburgh en 1840 y formó la efímera ciudad de Williamsburgh en 1851. La desconcentración industrial a mediados de siglo estaba trayendo la construcción naval y otras manufacturas a la parte norte del condado. Cada una de las dos ciudades y seis pueblos del condado de Kings siguieron siendo municipios independientes y crearon a propósito cuadrículas de calles no alineadas con diferentes sistemas de nombres.
Sin embargo, la costa del East River estaba creciendo demasiado rápido para la ciudad infantil de Williamsburgh, de tres años de edad; junto con el interior de la ciudad de Bushwick, se incluyó en la gran ciudad de Brooklyn en 1854.
En 1841, con la aparición de The Brooklyn Eagle and Kings County Democrat publicado por Alfred G. Stevens, la creciente ciudad al otro lado del East River desde Manhattan estaba produciendo su propio periódico prominente. Más tarde se convirtió en el periódico vespertino más popular y de mayor circulación en Estados Unidos. El editor cambió a L. Van Anden el 19 de abril de 1842, y el periódico pasó a llamarse The Brooklyn Daily Eagle y Kings County Democrat el 1 de junio de 1846. El 14 de mayo de 1849, el nombre se redujo a The Brooklyn Daily Eagle; el 5 de septiembre de 1938, se redujo aún más a Brooklyn Eagle. El establecimiento del periódico en la década de 1840 ayudó a desarrollar una identidad separada para los habitantes de Brooklyn durante el próximo siglo. El equipo de béisbol de la Liga Nacional que pronto será famoso, los Brooklyn Dodgers, también ayudó con esto. Ambas instituciones importantes se perdieron en la década de 1950: el periódico cerró en 1955 después de intentos fallidos de venta luego de una huelga de periodistas, y el equipo de béisbol se mudó a Los Ángeles en un realineamiento de las Grandes Ligas en 1957.
La agitación contra la esclavitud del sur fue más fuerte en Brooklyn que en Nueva York, y bajo el liderazgo republicano, la ciudad fue ferviente en la causa de la Unión en la guerra de Secesión. Después de la guerra, se construyó el Monumento a Henry Ward Beecher en el centro de la ciudad para honrar a un famoso abolicionista local. Se construyó un gran arco de la victoria en lo que entonces era el extremo sur de la ciudad para celebrar las fuerzas armadas; este lugar ahora se llama Grand Army Plaza.
El número de personas que viven en Brooklyn creció rápidamente a principios del siglo XIX. Había 4402 en 1810, 7175 en 1820 y 15 396 en 1830. La población de la ciudad era de 25 000 habitantes en 1834, pero el departamento de policía estaba compuesto sólo por 12 hombres en el turno diurno y otros 12 en el turno nocturno. Cada vez que estallaba una serie de robos, los funcionarios culpaban a los ladrones de la ciudad de Nueva York. Finalmente, en 1855, se creó una fuerza policial moderna que emplea a 150 hombres. Los votantes se quejaron de una protección inadecuada y costos excesivos. En 1857, la legislatura estatal fusionó la fuerza de Brooklyn con la de la ciudad de Nueva York.

#### Guerra de Secesión
Ferviente en la causa de la Unión, la ciudad de Brooklyn jugó un papel importante en el suministro de tropas y material para la guerra de Secesión. El regimiento más conocido que fue enviado a la guerra desde la ciudad fue el 14.º "Diablos de patas rojas" de Brooklyn. Lucharon desde 1861 hasta 1864, vistieron de rojo toda la guerra y fueron el único regimiento que lleva el nombre de una ciudad. El presidente Lincoln los llamó al servicio, haciéndolos parte de un puñado de soldados alistados durante tres años en abril de 1861. A diferencia de otros regimientos durante la guerra de Secesión, el 14 vestía un uniforme inspirado en los Cazadores franceses, una infantería ligera utilizada para asaltos rápidos.
Como puerto marítimo y centro de fabricación, Brooklyn estaba bien preparada para contribuir a las fortalezas de la Unión en el transporte y la fabricación. Los dos combinados en la construcción naval; el Monitor acorazado se construyó en Brooklyn.

#### Ciudad gemela
Brooklyn es conocida como la ciudad gemela de Nueva York en el poema de 1883, "El nuevo coloso" de Emma Lazarus, que aparece en una placa dentro de la Estatua de la Libertad. El poema llama al puerto de Nueva York "el puerto con puentes aéreos que enmarcan las ciudades gemelas". Como ciudad gemela de Nueva York, jugó un papel en los asuntos nacionales que luego se vio ensombrecido por su hundimiento centenario en su antiguo socio y rival.
El crecimiento económico continuó, impulsado por la inmigración y la industrialización, y Brooklyn se estableció como la tercera ciudad estadounidense más poblada durante gran parte del siglo XIX. La línea de costa desde Gowanus Bay hasta Greenpoint se desarrolló con muelles y fábricas. El acceso industrial a la zona ribereña fue mejorado por el canal Gowanus y el canalizado Newtown Creek. USS Monitor fue el producto más famoso de la gran y creciente industria de construcción naval de Williamsburg. Después de la guerra de Secesión, las líneas de tranvía y otros medios de transporte llevaron a la expansión urbana más allá de Prospect Park y al centro del condado.

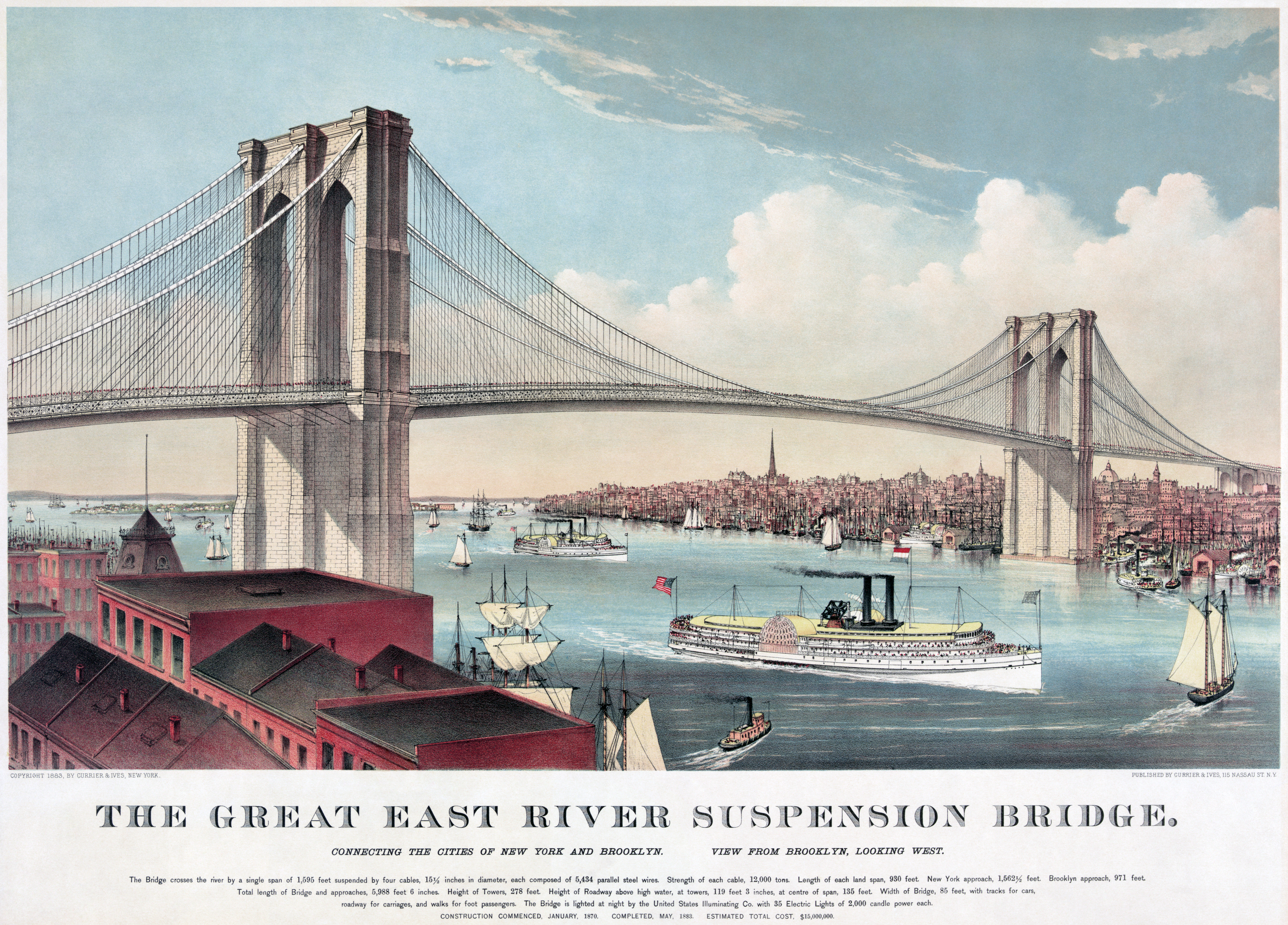
Puente de Brooklyn en 1883, por Currier e Ives

La población en rápido crecimiento necesitaba más agua, por lo que la ciudad construyó obras hidráulicas centralizadas, incluido el embalse Ridgewood. El Departamento de Policía municipal, sin embargo, fue abolido en 1854 a favor de una fuerza metropolitana que cubría también los condados de Nueva York y Westchester. En 1865, el Departamento de Bomberos de Brooklyn (BFD) también dio paso al nuevo distrito metropolitano de bomberos.
Durante todo este período, las ciudades periféricas del condado de Kings, lejos de Manhattan e incluso de la zona urbana de Brooklyn, mantuvieron su rústica independencia. El único cambio municipal visto fue la secesión de la sección este de la ciudad de Flatbush como la ciudad de New Lots en 1852. La construcción de enlaces ferroviarios como Brighton Beach Line en 1878 anunció el fin de este aislamiento.
Los deportes se convirtieron en un gran negocio, y los Novios de Brooklyn jugaron béisbol profesional en Washington Park en el conveniente suburbio de Park Slope y en otros lugares. A principios del siglo siguiente, bajo su nuevo nombre de Brooklyn Dodgers, llevaron el béisbol a Ebbets Field, más allá de Prospect Park. Se abrieron hipódromos, parques de atracciones y complejos turísticos de playa en Brighton Beach, Coney Island y en otras partes de la parte sur del condado.

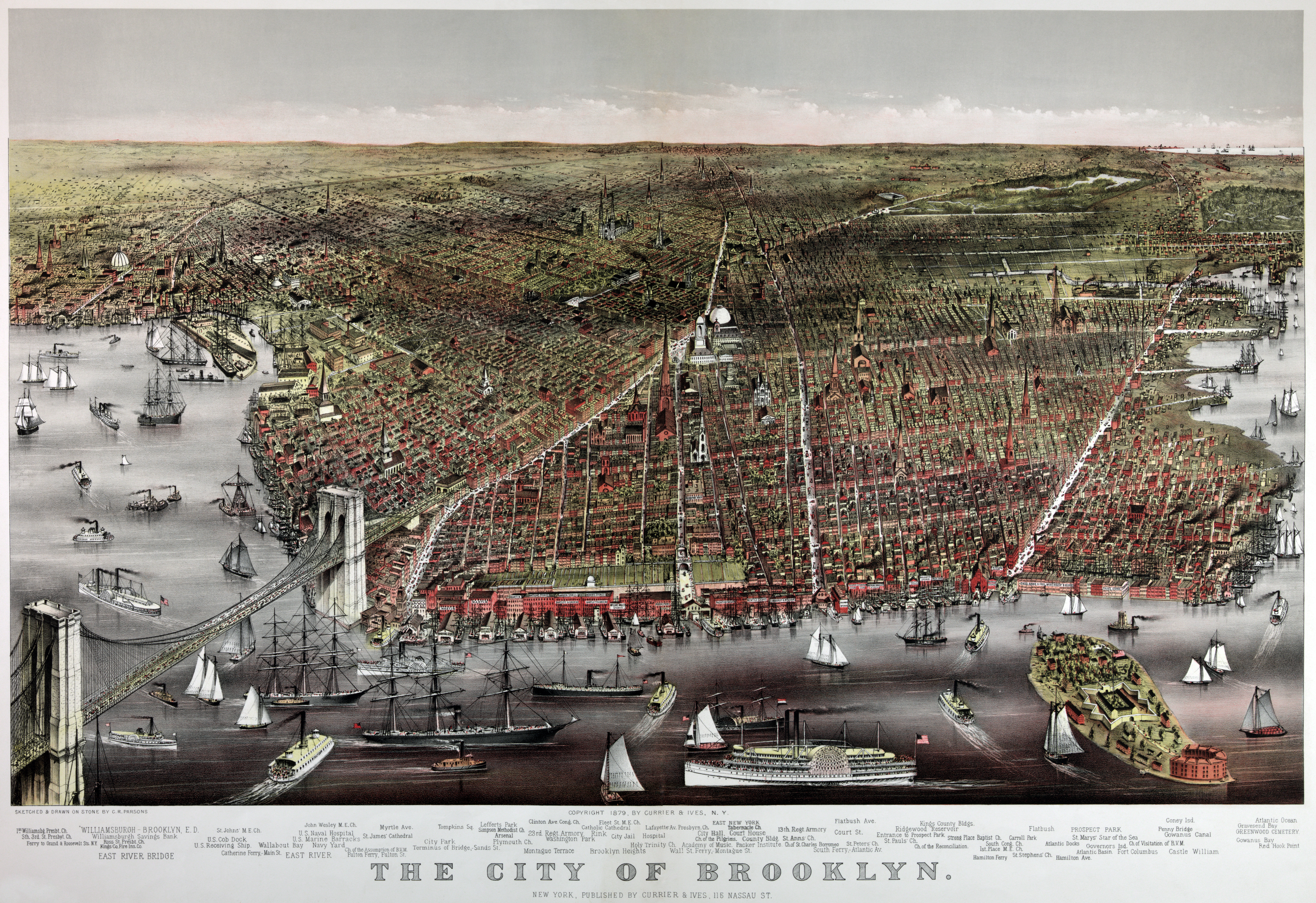
Grabado de Currier e Ives de Brooklyn, 1886

Hacia fines del siglo XIX, la ciudad de Brooklyn experimentó su último y explosivo crecimiento. Los ferrocarriles y la industrialización se extendieron a Bay Ridge y Sunset Park. En una década, había anexado las ciudades de New Lots (en 1886), la de Flatbush, la de Gravesend, la de New Utrecht (en 1894) y la de Flatlands (en 1896). Brooklyn había alcanzado sus límites municipales naturales en los extremos del condado de Kings.

##### Alcaldes de la ciudad de Brooklyn
Brooklyn eligió a un alcalde desde 1834 hasta la consolidación en 1898 en la ciudad de Nueva York, cuyo segundo alcalde (1902-1903), Seth Low, había sido alcalde de Brooklyn de 1882 a 1885. Desde 1898, Brooklyn, en lugar de un alcalde independiente, ha elegido a un Presidente del borough.

### Distrito de la ciudad de Nueva York

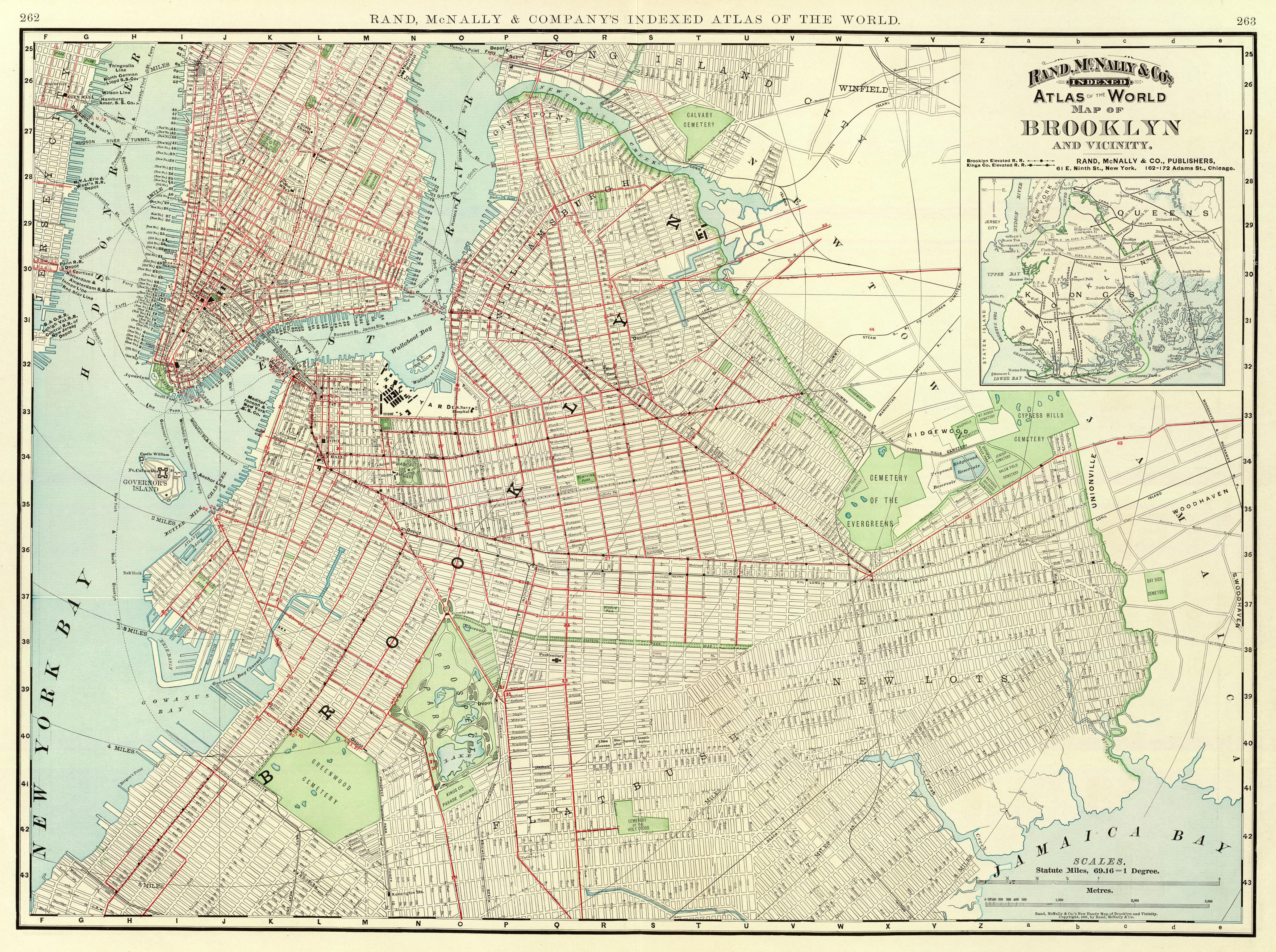
Brooklyn en 1897

En 1883, se completó el Puente de Brooklyn, el transporte a Manhattan ya no era solo por agua y se fortalecieron los lazos de la ciudad de Brooklyn con la ciudad de Nueva York.
La pregunta era si Brooklyn estaba preparada para participar en el proceso de consolidación aún más grandioso que se estaba desarrollando en toda la región, si unirse al condado de Nueva York, el condado de Richmond y la parte occidental del condado de Queens para formar los cinco distritos de una ciudad unido de Nueva York. Andrew Haswell Green y otros progresistas dijeron que sí y, finalmente, prevalecieron contra el Daily Eagle y otras fuerzas conservadoras. En 1894, los residentes de Brooklyn y los otros condados votaron por una ligera mayoría para fusionarse, a partir de 1898.
El condado de Kings mantuvo su estatus como uno de los condados del estado de Nueva York, pero la pérdida de la identidad separada de Brooklyn como ciudad fue recibida con consternación por algunos residentes en ese momento. Muchos periódicos de la época llamaron a la fusión el "Gran error de 1898", y la frase todavía denota el orgullo de Brooklyn entre los habitantes de Brooklyn de antaño.

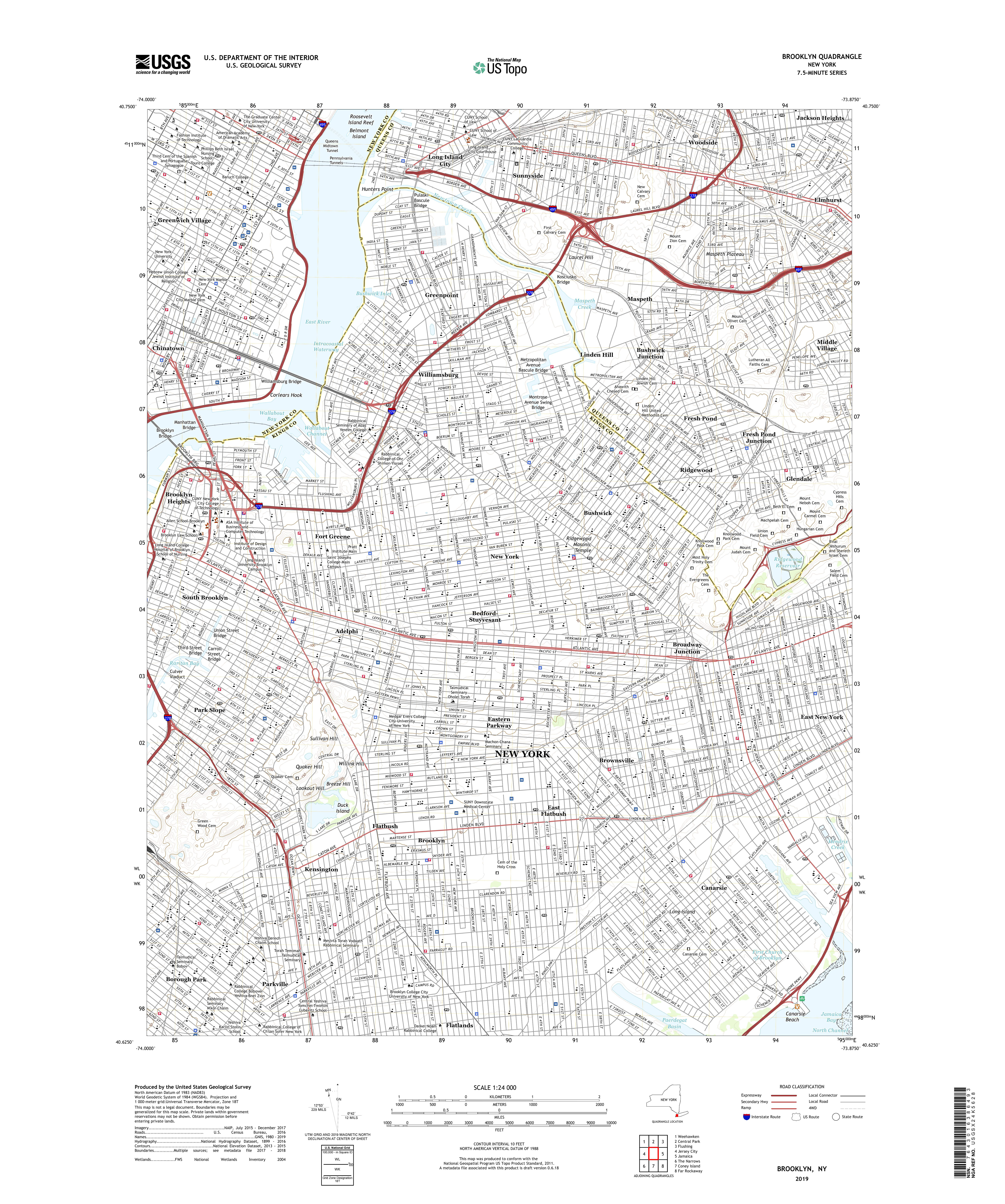
Brooklyn en 2019 (mapa del USGS)

## Demografía

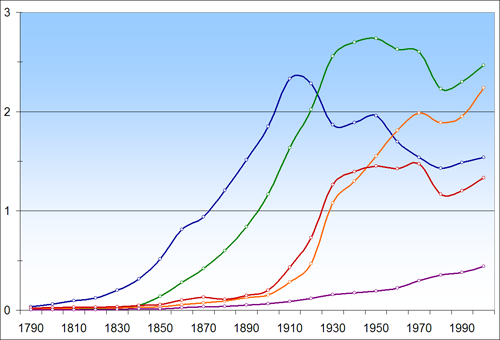
Brooklyn ha sido el borough más poblado desde mediados de 1920. Leyenda: población histórica expresada en millones por borough. El Bronx, Brooklyn, Manhattan, Queens, Staten Island.

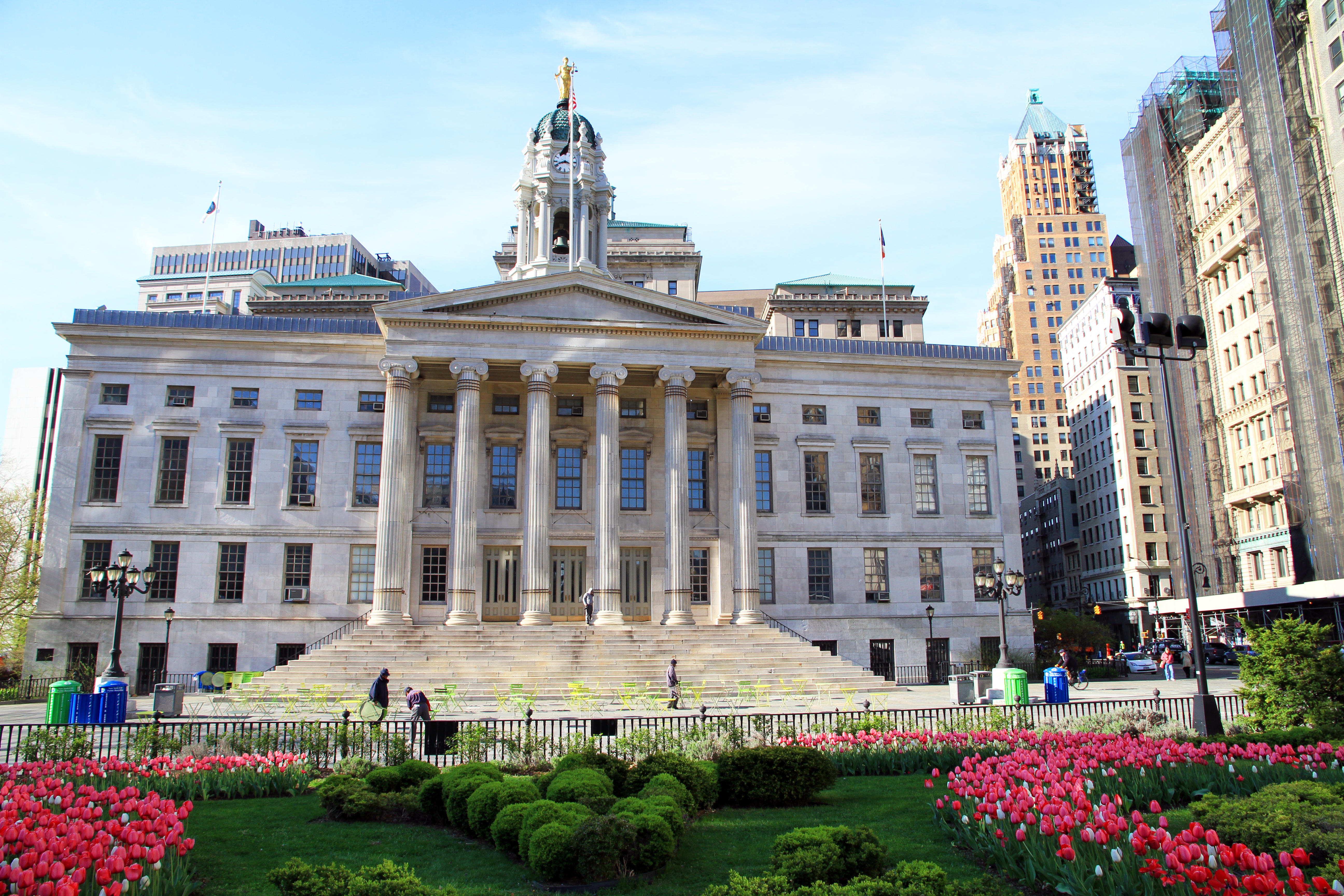
Brooklyn Borough Hall

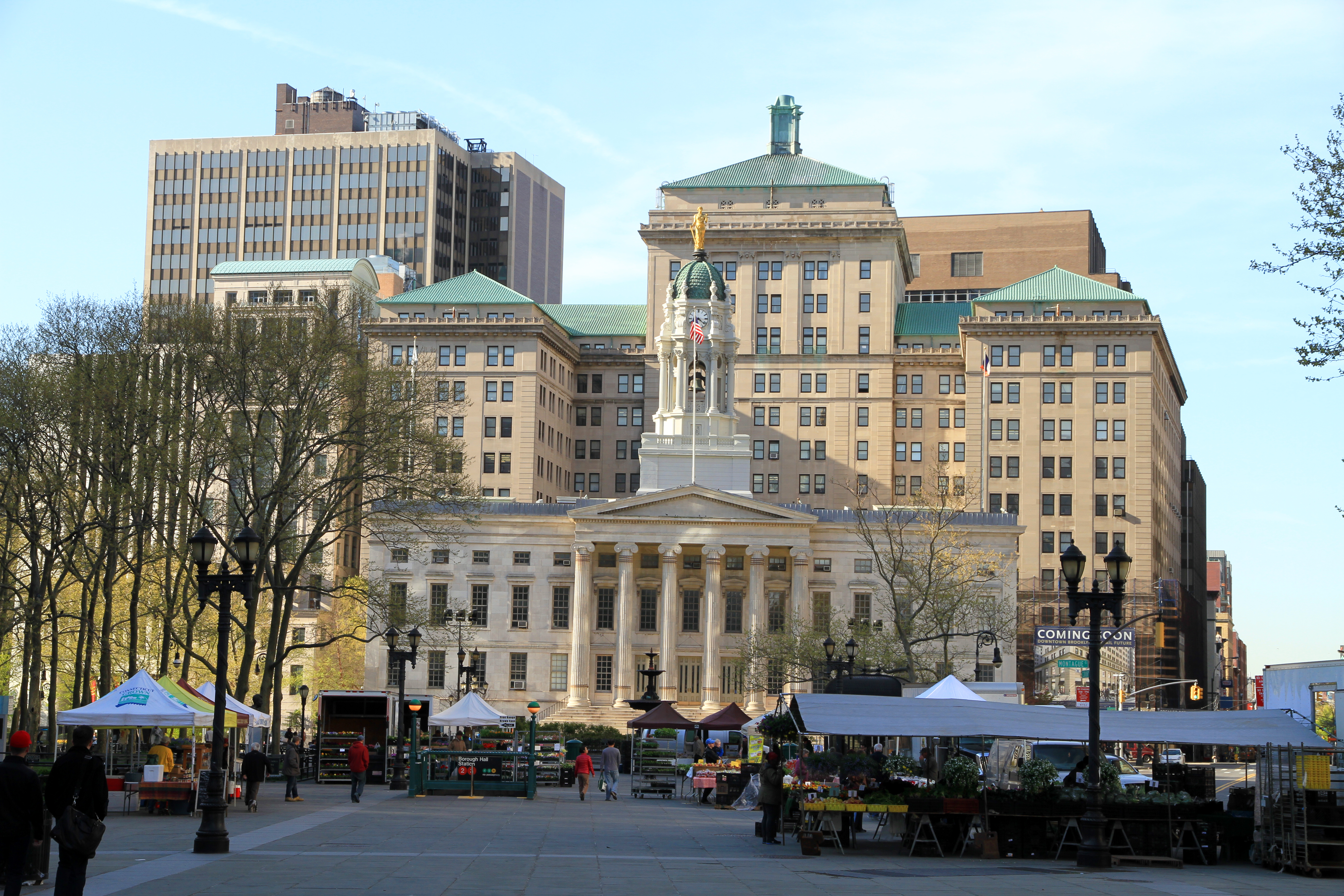
Brooklyn Columbus Park

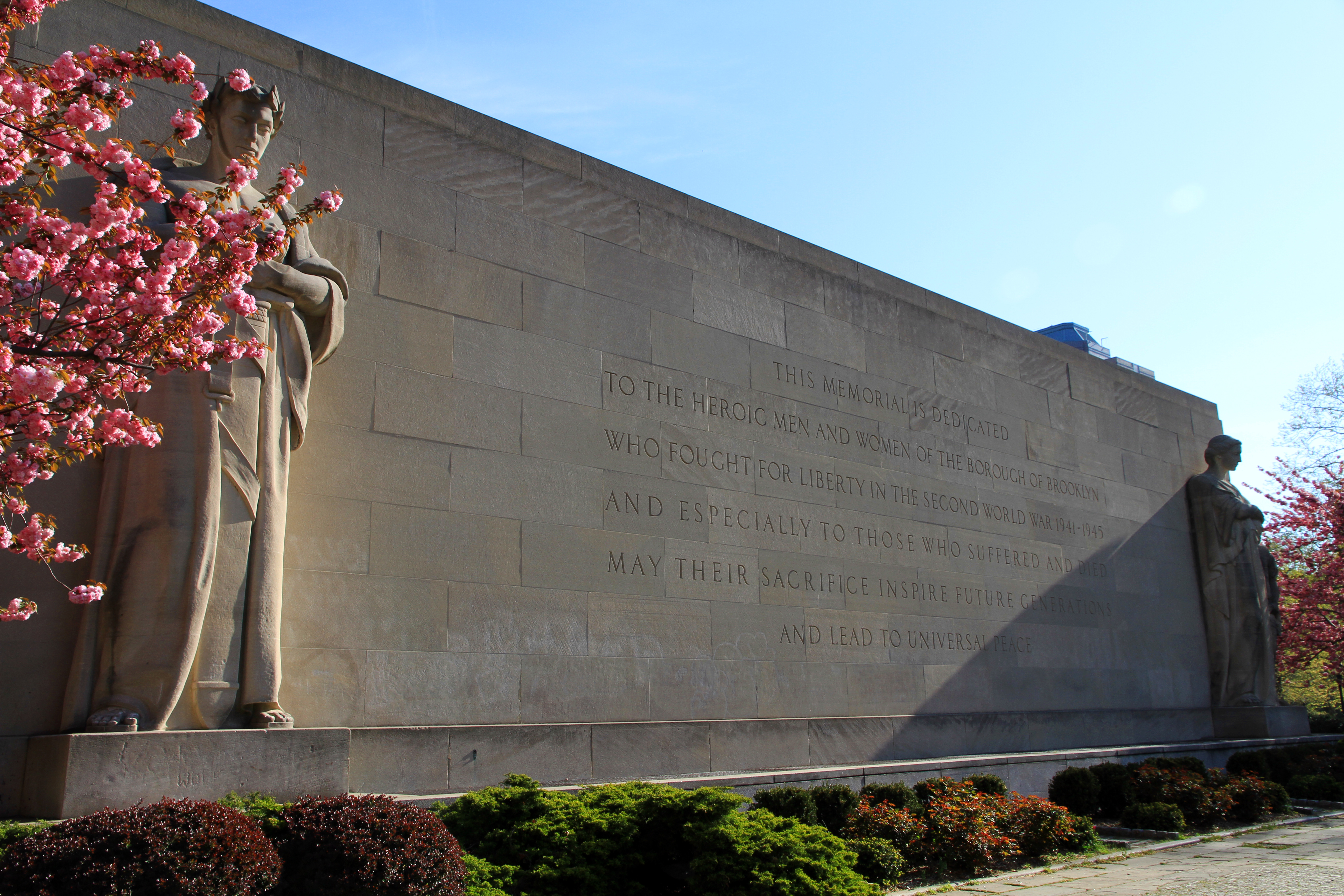
Monumento a los héroes de Brooklyn en la Segunda Guerra Mundial

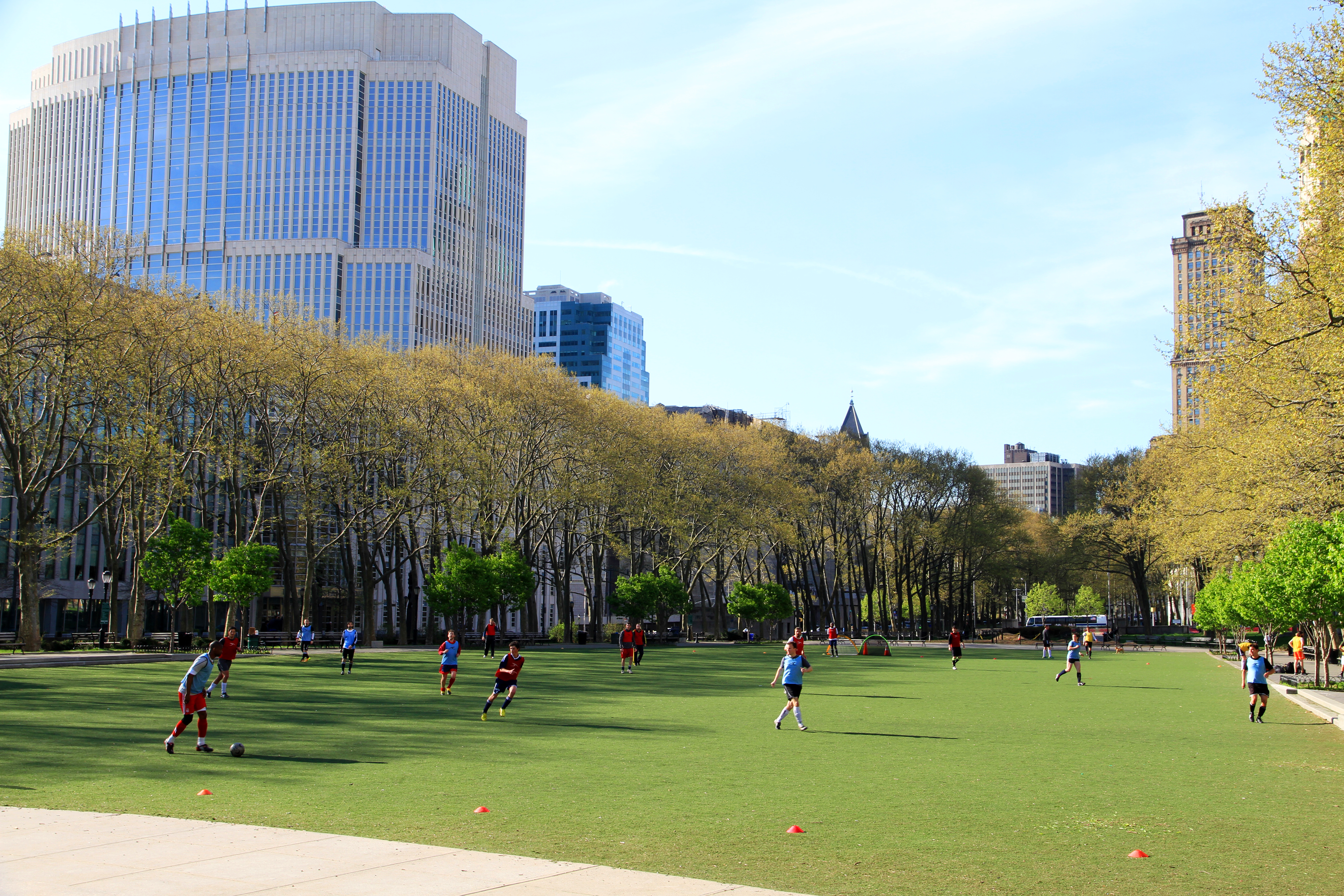
Cadman Plaza Park

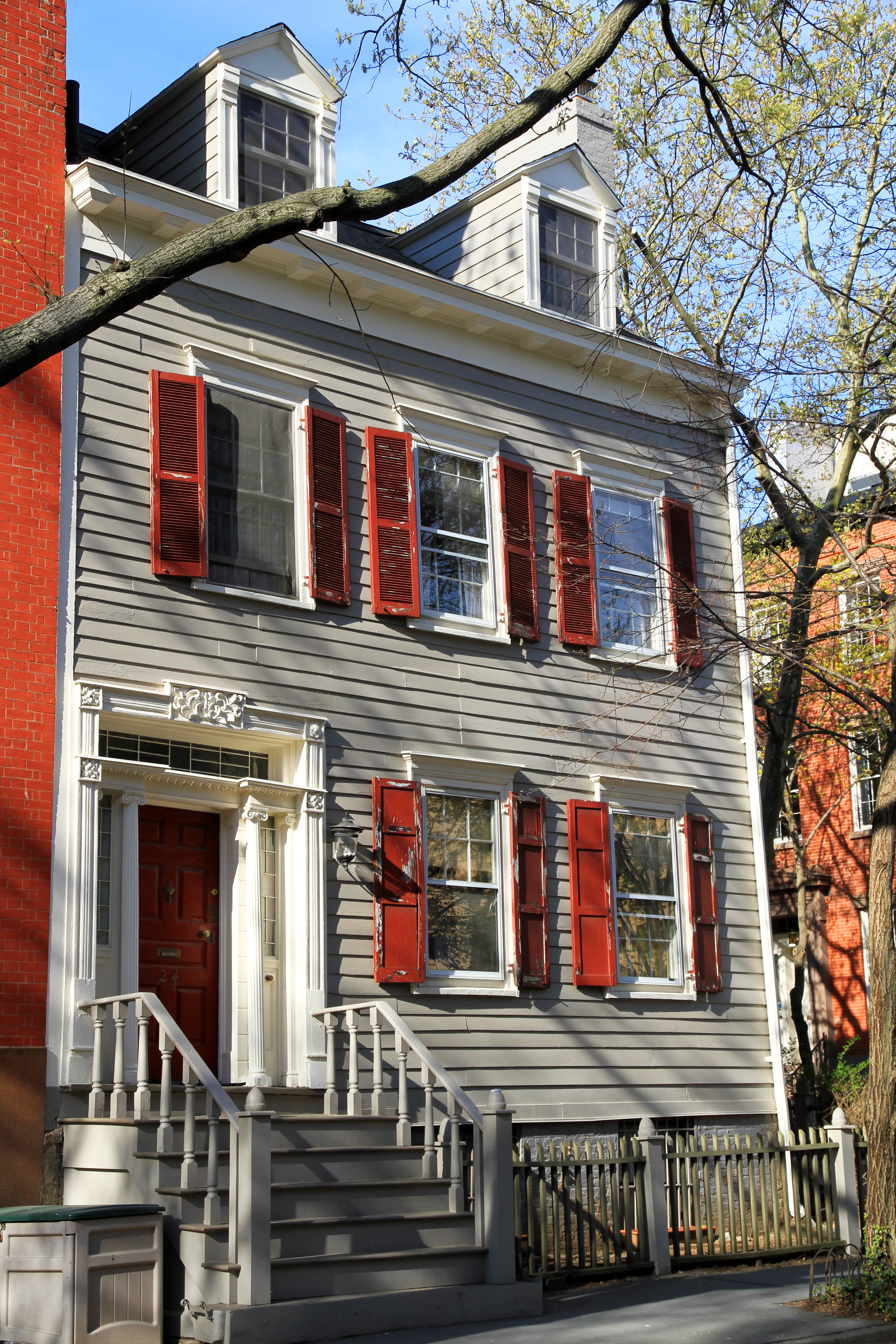
Brooklyn Heights-Middagh Street

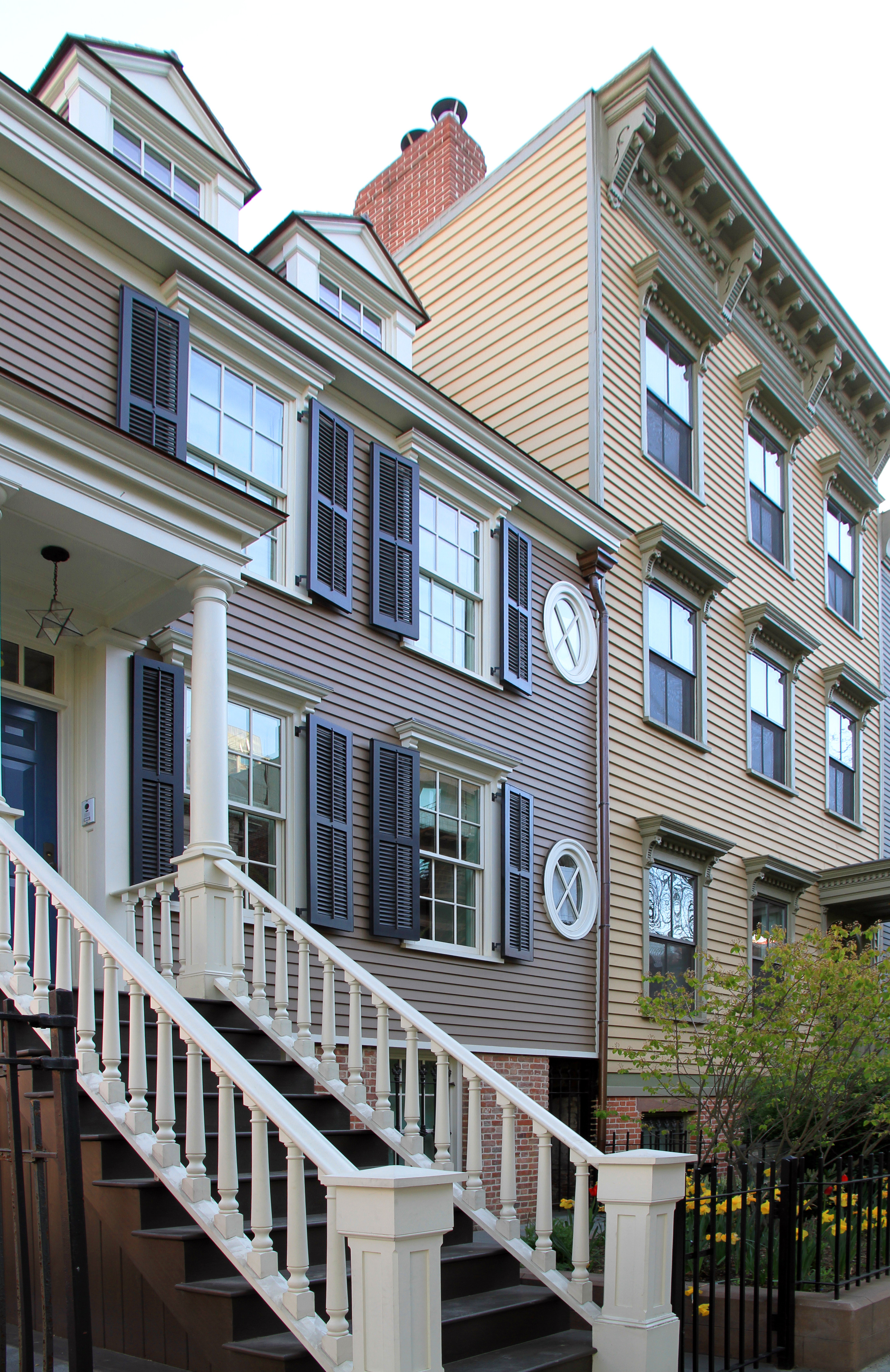
Brooklyn Heights - Middagh Street

De acuerdo al censo de 2005, se estima que existen 2 486 235 personas, 880 727 casas y 583 922 familias residiendo en Brooklyn. El 38,6% de las casas pertenecen a parejas casadas viviendo juntas, 22,3% tiene una mujer a cargo de la casa sin un marido presente y 33,7% no tiene familias. 33,3% tiene niños menores de 18 años viviendo con ellos. 27,8% de las casas pertenecen a personas viviendo solas y un 9,8% a personas que tienen 65 años o más. La media de personas en una casa es 2,75 y la media de integrantes en una familia es de 3,41.
La población se encuentra distribuida por edad de la siguiente manera: 26,9% por debajo de los 18 años, 10,3% entre 25 y 44, 20,6% entre 45 y 64 y el restante 11,5% de 65 años en adelante. La media de edad es de 33 años. Hay más mujeres que hombres, siendo la relación de 88.4 por cada 100.
El ingreso medio por hogar se encuentra en los 52.135 dólares y la media de ingreso por familia es de 46.188 dólares. La renta de la población masculina (USD$ 54.317) es de media mayor que la de las mujeres (USD$ 50.156). El ingreso per cápita es de USD$ 26.775. Cerca del 8% de las familias y el 11,1% de la población se encuentra debajo del umbral de la pobreza, incluyendo al 34% de los jóvenes menores a 16 años y el 21,5% de los mayores de 65 años.
Los residentes son conocidos, en inglés, como brooklynites y el acento que los distingue es llamado en ciertas ocasiones brooklynese.

## Barrios
Brooklyn ha sido un borough tradicionalmente inmigrante y en algunos de sus barrios predominan ciertos grupos étnicos. Sin embargo, con su creciente gentrificación, muchos vecindarios son ahora mucho más diversos. No solo posee importantes comunidades de habitantes de numerosos países, sino que también atrae a muchos ciudadanos estadounidenses.
Posee numerosos e inconfundibles barrios que representan a los grupos étnicos mayoritarios del área de Nueva York. El borough acoge a una importante comunidad afroestadounidense, concretamente en Bedford Stuyvesant. La cultura afroamericana ha estado estrechamente ligada a Brooklyn, siendo la cultura hip hop su principal abanderada. También existen importantes comunidades caribeñas.
Las comunidades rusa y ucraniana se concentran principalmente en Brighton Beach y en zonas próximas. En Brighton Beach existen numerosos comercios rusos y ucranianos. Por su amplia comunidad ucraniana, este barrio es conocido como "Pequeña Odesa".
Bushwick es el barrio con mayor población hispanoamericana, llegando al 80% de los habitantes. Otro de los barrios con importantes comunidades hispanas es Sunset Park, con un 42%.
Los italoestadounidenses son una de las comunidades más arraigadas de Nueva York y también tienen su presencia en Brooklyn. Los barrios de Dyker Heights y Bensonhurst tienen muchos restaurantes italianos y pizzerías. La comunidad italiana se extiende hacia el sur, incluyendo Bay Ridge, Bath Beach, Gravesend, Marine Park, Mill Basin y Bergen Beach. La zona de Carroll Gardens y la mitad norte de Williamsburg también son barrios de una dilatada presencia italiana.

## Deporte
En Brooklyn han residido muchas figuras conocidas, tales como Joe Paterno, Joe Torre, Larry Brown, Mike Tyson, Paul Lo Duca, Bobby Fischer, Carmelo Anthony, Michael Jordan y Vince Lombardi. Los parques que se encuentran, como Prospect Park, Marine Park y la comunidad de complejos deportivos en Floyd Bennett Field, proveen a los residentes de la oportunidad de practicar sus deportes preferidos.
El equipo más famoso son los Brooklyn Dodgers de las Grandes Ligas de Béisbol, que jugaban en el Ebbets Field. Fueron apodados los "trolley dodgers" como una referencia a los tranvías que alguna vez atravesaron el borough. 
El logro más grande de los Dodgers tuvo lugar en 1947 cuando Jackie Robinson entró al campo vistiendo el uniforme de los Dodgers, siendo el primer afrodescendiente en participar en la Liga Mayor de Béisbol Estadounidense. En 1955, los Dodgers ganaron su primera y única Serie Mundial en Brooklyn contra su clásico rival, los Yankees. El evento es recordado y celebrado masivamente por los habitantes del borough. Dos años después los Dodgers cambiaron su sede a Los Ángeles.
Tras 43 años sin béisbol, este deporte regresó a Brooklyn al conformarse el equipo de los Ciclones de Brooklyn, un equipo de las ligas menores de béisbol que empezaron a jugar en Coney Island.
Los New Jersey Nets de la NBA se mudaron al Barclays Center de Brooklyn en 2012, para formar los Brooklyn Nets. En tanto, los New York Islanders de la National Hockey League se instalaron allí en 2015.

## Educación
El Departamento de Educación de la Ciudad de Nueva York gestiona escuelas públicas.
La biblioteca pública de Brooklyn gestiona bibliotecas públicas.
Universidades:
- St. Francis College
- College de Brooklyn de la Universidad de la Ciudad de Nueva York
- Universidad de Long Island
- Instituto Pratt
- Brooklyn Law School
- Medgar Evers College
- New York City College of Technology
- SUNY Downstate College of Medicine